# نقد روایات ابن اسحاق و واقدی درباره سرانجام بنی‌قریظه
نقد روایات ابن اسحاق و واقدی از سرانجام بنی‌قریظه به انتقاداتی می‌پردازد که به صورت تاریخی به گزارش‌های سیره‌های ابن اسحاق و واقدی از سرانجام قبیله بنی قریظه وارد شده‌است. ابن اسحاق قدیمی‌ترین منبعی است که با جزئیات به شرح ماجرای بنی قریظه پرداخته‌است و تاریخ نگاران بعدی عموماً از او به عنوان منبع استفاده کرده‌اند. ابن اسحاق نوشت که بنی قریظه با قریش و متحدانش در برجسته‌ترین تلاش آن‌ها جهت نابودی مسلمانان همراه شدند. زمانی که این تلاش شکست خورد، محمد بنی قریظه را محاصره کرد. بنی قریظه نهایتاً تسلیم شدند و سعد بن معاذ، از سران قبیله اوس، حکم داد که مردان بالغ بنی قریظه کشته و زنان و کودکان به بردگی گرفته شوند. متعاقب آن خندق‌هایی در بازار مدینه کنده شده و سر مردان بنی قریظه از تنشان جدا شد. تخمین میزان کشته‌ها در منابع مختلف بین ۴۰۰ تا ۹۰۰ می‌باشد (ابن اسحاق آن را بین ۶۰۰ تا ۹۰۰ می‌نویسد).
از نظر تاریخی، مورخان مسلمانان عموماً به نقل قول از ابن اسحاق پرداخته، و پس از حذف جزئیات آن به صورت خلاصه آن را در کنار وقایع دیگر گزارش می‌کردند. برخی از آن‌ها می‌نوشتند که آن روایت را قانع‌کننده نیافته‌اند ولی پی‌گیر آن نمی‌شدند. در این میان، اما گروه اقلیتی با دیدگاه مخالف وجود داشته‌اند. مورخ مسلمان ابن حجر عسقلانی داستان بنی قریظه و داستان‌های مشابه را از اساس رد می‌کند و معتقد است که دلیل اینکه مالک ابن انس از هم‌عصران ابن اسحاق و بنیان‌گذار فقه مالکی، ابن اسحاق را «دروغگو» و «دجَال» می‌خواند، روش سیره‌نویسی و نقل این‌گونه داستان‌ها از طرف او بود. در قرن ۱۴ هجری شمسی هم ولید نجیب عرفات، استاد دانشگاه لانکستر، و سید برکات احمد جزئیات این داستان را رد کرده‌اند. احمد صبحی منصور استاد سابق دانشگاه الازهر هم این داستان را مخالف قرآن و از اکاذیب می‌داند  او همچنین انتقادات جدی به ماهیت سیره ابن اسحاق و ابن هشام داشته و معتقد است که مورخان بعد از ابن اسحاق به نقل سخنان او مشغول شده‌اند سید جعفر شهیدی، پژوهشگر ایرانی نیز تردیدهایی را مطرح کرده‌است. از طرف دیگر کیستر، استاد دانشگاه عبری اورشلیم، می‌نویسد که ماجرای این داستان تقریباً در تمامی منابع قدیمی (که برخی با ابن اسحاق هم‌زمان بودند) و در تفاسیر قرآن آمده‌است. این موضوع غنی بودن نقل کنندگان این داستان را می‌رساند. اشارات فقیهانی مانند الشیبانی، الشافعی، ابوعبید، و الماوردی نشان می‌دهد که فقهای قدیمی کاملاً با سیره و مغازی (و از جمله داستان بنی قریظه) آشنا بودند و از آن‌ها استفاده جستند.
ولید نجیب عرفات و سید برکات احمد استدلال‌هایی در نقد روایت سنتی آورده‌اند. احمد می‌گوید که تا جایی که اطلاع دارد اولین محقق مسلمانی است که یهودیان یثرب را در فضای مطالعه و تحقیق مستقل بررسی می‌کند. در پاسخ به استدلال‌های عرفات، کیستر مقاله‌ای نوشته و استدلال کرد که این واقعه حتماً باید اتفاق افتاده باشد.
این مقاله به توضیح استدلال‌های این گروه اقلیت از مسلمان در خصوص رد جزئیات سرانجام بنی قریظه اختصاص دارد. همچنین واکنش‌های به این استدلال‌ها نیز پوشش داده می‌شود.

## استدلال‌ها

### انتقادات به سیره ابن اسحاق
سیره ابن اسحاق قدیمی‌ترین منبعی است که با جزئیات به شرح ماجرای بنی قریظه پرداخته‌است و تاریخ نگاران بعدی عموماً برآن تکیه کرده و از آن اخذ کرده‌اند. اما به‌گفتهٔ ولید عرفات، ابن اسحاق حدود ۱۴۵ سال پس از این واقعه‌ای که در مورد آن نوشته فوت شده‌است. برکات احمد زمان نگارش کتاب را ۱۲۰ تا ۱۳۰ سال پس از فوت محمد تخمین می‌زند. به‌گفتهٔ ولید عرفات، مورخان و سیره نویسان استانداردهایی که محدثان در ارتباط با احادیث نبوی و امور فقهی رعایت می‌کردند، را رعایت نمی‌کردند و برخوردی بسیار سهل گیرانه تر داشتند. محدثان اصرار داشتند که تمام راویان ثقه باشند و از فرد پیش از خود بدون واسطه روایت کرده باشند. مالک ابن انس از هم عصران ابن اسحاق و بنیان‌گذار فقه مالکی، با مقایسه معیارهایی که خود رعایت می‌کند با روش ابن اسحاق، او را «دروغگو» و «دجَال» و «کسی که روایاتش را از یهودیان می‌گیرد» تعبیر می‌کند. ابن حجر عسقلانی می‌گوید که مشکل مالک ابن انس با ابن اسحاق بخاطر گنجاندن داستان‌های عجیبی مانند داستان بنی قریظه در سیره اش بود. ولید عرفات استدلال‌هایی می‌آورد تا نشان دهد که ابن اسحاق داستانش را از نوادگان یهودی بنی قریظه اخذ کرده‌است و سپس با مقایسه جزئیات داستان بنی قریظه با داستان ماسادا (از داستان‌های قدیمی در تاریخ یهود) نتیجه می‌گیرد که بازماندگان یهودی داستان ماسادا را با داستان بنی قریظه آمیخته‌اند.
به‌گفتهٔ سید برکات احمد، با اینکه افرادی مانند مالک و هشام بن عروه ابن اسحاق را قابل اعتماد نمی‌دانستند، اما بسیاری از هم عصران ابن اسحاق به او احترام بسیار می‌گذاردند. مثلاً از امام شافعی نقل است که گفته هر کس که می‌خواهد مغازی را عمیقاً مطالعه کند، باید با ابن اسحاق مشورت کند. احمد ابن حنبل هم او را قابل اعتماد می‌دانست. سید برکات احمد معتقد است که ابن اسحاق صادق و راستگو بوده‌است، اما دیدگاه‌های او در مورد ارتباط محمد با یهودیان شدیداً تحت تأثیر واکنش او به نحوه زندگی یهودیان در دوران عباسی شده بود. به‌گفتهٔ احمد «هر مورخی تا حد زیادی بخشی از زمان خود است. او نمی‌تواند خود را از فضای عقایدی که در آن نفس می‌کشد جدا کند» و نگاه خودش از وضعیت معاصر را به دوران‌های قبل تصویر می‌کند. برکات احمد معتقد است که ابن اسحاق استانداردها و احتیاط‌های لازم را در این بخش از سیره اش رعایت نکرده‌است. به‌گفتهٔ سید برکات احمد، روال کاری ابن اسحاق این است که الگویی از اسناد معتبر را در سیره اش فراهم کند، اما زمانی که به ماجرای بنی قریظه می‌رسد، این الگو بنظر به هم می‌ریزد چون برای اکثر وقایع اصلی سندی ذکر نشده‌است. نام چندین گزارشگر معتبر مانند الزهری و قطاده به چشم می‌خورد ولی زمانی که دقیق نگاه کنیم می‌بینیم که آن‌ها جزئیات را نقل کرده‌اند و نه وقایع اصلی را. احمد سپس به نقل قول از رابسون می‌پردازد که می‌گوید: «ابن اسحاق در روش جمع‌آوری اطلاعاتش کاملاً روشن عمل کرده‌است: او ادعا نمی‌کند که آنچه می‌گوید کاملاً معتبر است، و تلاش هم نمی‌کند که سلسله اسناد هر نقل قولی را به محمد برساند؛ بنابراین ما می‌توانیم متمایل به این باشیم که تنها جاهایی از سیره او را بپذیریم که مستقیماً به نقل قول از افراد معتبر کرده و هنگامی که سلسله اسناد متصل به هم فراهم می‌کند.»

### در قرآن
به‌گفتهٔ ولید عرفات تنها منبع موثق و هم عصر واقعه قرآن است که در آیه ۲۶ سوره احزاب بسیار کوتاه به حادثه اشاره می‌کند: «[خدا] آن کسانی که از که اهل کتاب به ایشان (یعنی به قریش) کمک کردند را از قلعه‌هایشان بیرون کرد، و ترس در دلهایشان بیفکند، عده‌ای از ایشان را کشتید، و جمعی دیگر را اسیر کردید.» در این آیه هیچ اشاره‌ای به تعداد کشتگان در این واقعه وجود ندارد. در حالی که اگر این تعداد افراد به آن شکل کشته می‌شدند، حتماً می‌بایست اشاره‌ای واضح تر در قرآن به آن می‌شد، و سپس نتیجه‌ای از آن گرفته می‌شد. به گفته ولید، اشاره قرآن فقط به کسانی است که در جنگ شرکت داشته‌اند، و تنها در صورتی که رهبران گناهکار قبیله اعدام شده باشند، می‌توانیم انتظار اشاره‌ای خیلی مختصر از این حادثه در قرآن را داشته باشیم.

### در منابع یهودی
سید برکات احمد در تأیید نظریه اش منبی بر اینکه تنها رهبران قبیله قریظه کشته شده‌اند، به این نکته اشاره می‌کند که هیچ منبع یهودی ای این واقعه را ثبت نکرده‌است و این روایت فقط در منابع مسلمانان یافت می‌شود. بسیار غیرمحتمل است که در قرن دوم و سوم پس از اسلام - هنگامی که ابن اسحاق و ابن سعد مشغول جمع کردن منابعشان بودند - خاخام‌های مطلع گائونی و رهبران یهودی در بابل نتوانند روایت یهودی از وقایعی که تأثیر شگرفی بر زندگی یهودیان حجاز در زمان محمد داشت را کسب کنند، خصوصاً اینکه در بین یهودیان معمول است که داستان‌های بدبختی‌های خود را ثبت می‌کنند. یهودیانی که از خیبر تبعید شدند در کوفه مستقر شدند که خیلی دور از مدارس گائونی نیست. آن‌ها نوادگان بنی نضیر بودند و فرزندان بنی قریظه بودند. برکات احمد سپس به کتاب ساموئل اوسک* دربارهٔ رنج‌های یهودیان که در قرن شانزدهم میلادی نوشته شده و در این زمینه کلاسیک به‌شمار می‌رود اشاره کرده که در آن هیچ اشاره‌ای به تبعید یا کشتار قبایل یهودی مدینه نیست. به‌گفتهٔ برکات بنظر می‌آید که اولین بار در سال ۱۸۳۳ میلادی این داستان وارد ادبیات تاریخ‌نویسی یهودیان شده باشد.

### عدالت اسلامی
بر اساس قانون مجازات اسلامی، تنها افرادی که مسئول فتنه بودند می‌بایست مجازات شوند. کشتن تعداد زیادی از افراد کاملاً با فهم اسلامی از عدالت و اصول اصلی ای که در قرآن مطرح شده تناقض دارد، خصوصاً آیه ۱۸ سوره فاطر که می‌گوید هیچ‌کسی بار گناه دیگری را برنمی‌دارد. در واقع به صورت تاریخی نگاه فقها بر پایه همین آیه قران بوده‌است. عرفات همچنین مثالی از یکی از احکام فقهی از فقهای همدوره ابن اسحاق می‌آورد، و استدلال می‌کند که این فقیه نمی‌توانسته داستان بنی قریظه را باور بدارد. ابوعبید القاسم بن سلام (متوفای ۲۲۴ هجری)، از نخستین نویسندگان در باب فقه و سنن، در کتاب «الاموال» – که اثری فقهی و نه تاریخی است – نوشته زمانی که عبدالله بن علی، حاکم شام، به گروهی از اهل کتاب سخت گرفت و دستور داد به محل دیگری کوچ کنند، «ابوعمرو اوزاعی» که معاصر «ابن اسحاق» بود زبان به اعتراض گشود که آشوب از سوی همه آن افراد نبوده‌است تا همه مجازات شوند، و حکم الهی آن است که گروه زیادی به خطای چند نفر مجازات نمی‌شوند. عرفات استدلال می‌کند که اگر از دید «اوزاعی»، آنچه «ابن اسحاق» در سیره اش نوشته، واقعی بود، هرگز به حاکم شام اعتراض نمی‌کرد و به رفتار منتسب به رسول خدا در برابر بنی قُریْظه اقتدا می‌کرد.

### احکام اسرای جنگی
با بیان اینکه بر اساس حکم وضع شده توسط قرآن در سوره محمد آیه ۴، اسرای جنگی یا باید مستقیماً یا در ازای دریافت فدیه آزاد شوند، این‌گونه استدلال شده که کشتار بنی قریظه را در تضاد با این حکم قرآنی می‌داند.

### برخورد دوگانه با قبایل یهودی
اینگونه استدلال شده که بسیار بعید است بنی قریظه کشته شوند ولی محمد به قبایل یهودی ای که پیش و پس از بنی قریظه برخورد می‌کند اجازه کوچ بدهد. یکی از دلایلی که برای این ذکر شده روایتی است که ابوعبید القاسم بن سلام در کتاب الاموال (ص ۲۴۷) نقل می‌کند که هنگامی که مسلمانان خیبر را فتح کردند، محمد خطاب به برخی گروه‌ها یا خاندان‌ها که در دشمنی مفرط با او شناخته شده بودند، گفت: «ای خاندان ابوحقیق، دشمنی تان را با خدا و رسولش می‌دانم اما این باعث نمی‌شود بیش از آنچه با برادرانتان رفتار کردم با شما هم رفتار کنم». به‌گفتهٔ عرفات این جملات توبیخی بوده و پس از ماجرای بنی قریظه ذکر شده‌است؛ بنابراین این‌گونه استدلال می‌شود که بعید است بنی قریظه کشته شوند ولی محمد به یهودیان خیبر اجازه کوچ بدهد.
استدلال شده که رفتار محمد از همان ابتدای ورود به مدینه با دو تیره اوس و خزرج همواره چنان بود که تمایل هر دو جانب را به یک اندازه رعایت می‌کرد. قبیله خزرج هم پیمان یهودیان بنی قینقاع بودند و محمد به همین دلیل اسرای یهود را به آنان بخشید، قبیله اوس نیز، هم پیمان یهودیان بنی قریظه بودند؛ بنابراین بعید به نظر می‌رسد که در چنین موردی تبعیض قایل شود یا دستوری دهد که به تبعیض بگراید.

### تعداد کشته‌ها و حفر خندق
به‌گفتهٔ ابن اسحاق، پس از قضاوت سعد بن معاذ، محمد دستور حفر خندق در بازار مدینه برای گردن زدن مردان بنی قریظه را می‌دهد. برکات احمد حفر چنین خندق بزرگی در مرکز شهر کوچکی مثل مدینه را غیرمحتمل می‌داند زیرا هم از نظر فیزیکی کار طاقت فرسایی است، و هم خطری واضح برای بهداشت عمومی شهر ایجاد می‌کرده‌است. احمد همچنین استدلال می‌کند که در مدینه زمان محمد اساساً امکان اینکه در یک روز ۶۰۰ تا ۹۰۰ نفر را اعدام کنند وجود نداشت. سپس به بررسی تأثیری که انجام چنین عملی بر روی انجام دهندگان و ناظران در آن فرهنگ می‌توانست داشته باشد می‌پردازد. به‌گفتهٔ احمد این حادثه حتماً می‌بایست در خاطره ناظران به عنوان یک حادثه تکان دهنده ثبت می‌شد، و حتی کسانی که آن را کاملاً قابل توجیه می‌افتند هیچگاه آن را فراموش نمی‌کردند. قلب‌های بسیاری می‌بایست در طول روز بدرد می‌آمد، برخی سعی می‌کردند که مقاومت کنند و برخی فرار، برخی توبه می‌کردند. شمشیر کسانی که اعدام را انجام می‌دادند باید کند یا شکسته می‌شد. علی و زبیر که افراد را گردن می‌زدند می‌بایست به مشکلات متعددی برخورد کنند و شاهد جنبه‌های مختلفی از ذات انسان در آن روز می‌بودند؛ ولی در اقوالی که از علی و زبیر بر جا مانده، هیچ‌کدام یادی یا اشاره‌ای به این روز نمی‌کنند. اگر چه از زبیر اقوال زیادی در دست نیست ولی در نهج البلاغه اشاره‌ای به این موضوع نشده‌است. احمد کشتن این تعداد را غیرقابل تصور می‌داند زیرا علی ابن ابی طالب به مهربانی و صداقت شهرت دارد و به عنوان مثال پس از جنگ جمل، علی اندوه و غم خود را نشان داده و بر مرده‌ها گریست، و حتی برای دشمنانش دعا کرد.
برکات استدلال می‌کند که فاصله بین مدینه و بنی قریظه حدود ۶–۷ ساعت پیاده‌روی بود (به‌گفتهٔ ابن اسحاق مسلمانان ظهر حرکت کرده و هنگام نماز عشا به بنی قریظه رسیدند). برکات می‌پرسد چرا محمد همه آن‌ها را به مدینه آورد؟ بهتر نبود که اعدام یهودیان را خارج از قلعه‌شان انجام دهد؟ این‌گونه مشکل امنیت اسرا و بهداشت عمومی مدینه حل می‌شد. اگر می‌خواستند که به مدینه بیایند، چرا به سمت خندقی که حدود یک ماه قبل کنده شده بود نرفتند؟ آن خندق دور نبود. در طول مسیری که مردان، زنان و بچه‌ها به سمت مدینه حرکت می‌کردند (که باید به دلیل سرعت کم کودکان و افراد مریض ۱۰ تا ۱۱ ساعت طول کشیده باشد)، هیچ‌کسی بجز Amr b. Suda al-Qurazi قصد فرار نکرد؟ هیچ‌کس بجز Rifa b. Samawal al-Qurayzi اسلام را نپذیرفت تا از مرگ نجات پیدا کند؟ چگونه خندق‌ها را در یک روز کندند و آن را پر کردند؟
به‌علاوه در هیچ‌یک از آثار جغرافیایی مدینه، به خندق‌های حفر شده که ادعا می‌گردد در آن‌ها یهودیان کشته و دفن شده‌اند، اشاره نشده‌است. هیچ‌گونه نشانه، یا نوشته‌ای که به آن مکان اشاره کند نیز وجود ندارد.

### عین حکم خدا بودن قضاوت سعد
سیره ابن اسحاق می‌نویسد که پس از اینکه سعد بن معاذ، از سران قبیله اوس، در مورد بنی قریظه قضاوتش را کرد محمد در حمایت از او گفت که عین حکم خدا را در مورد آنان بیان کرده‌است. اما منبعی که ابن اسحاق برای این بخش آورده یکی از نوادگان مستقیم خود سعد بن معاذ است. این‌گونه استدلال شده که بازماندگان سعد بن معاذ در نسل‌های بعد در صدد تجلیل و بزرگداشت اجداد خود - و نه انتقال صادقانه وقایع - بوده‌اند.

### دیگر استدلال‌ها
- ابن اسحاق نوشته که مردان بنی قریظه پیش از اعدام در خانه زنی از بنی نجار زندانی شدند. استدلال شده که پذیرش جا گرفتن صدها نفر در یک خانه سخت است.[۱]
- احمد اینکه در صحیح بخاری یا مسلم اشاره‌ای به تعداد افراد کشته و اسیر شده نیست را برجسته می‌داند.[۱۴]
- قوانین تقسیم غنایمی که فقها با استفاده از منابع فقهی خود میزان غنیمت برای کسی که با اسب سواره در جنگ شرکت می‌کند را مشخص کرده‌اند. اما به‌گفتهٔ احمد حکم فقهی آن‌ها با آنچه ابن اسحاق از نحوه تقسیم غنایم نوشته در تضاد است. به‌گفتهٔ احمد فقها از منابع معتبرتر استفاده کرده‌اند و تفاوت صحت آنچه ابن اسحاق نوشته را زیر سؤال می‌برد.[۱۵]
- احمد به‌شکل مبسوطی راجع به مکالمه‌ای که بین رهبر یهودیان و اعضای قبیله هنگام محاصره گزارش شده صحبت کرده و معتقد است که اشکالات متعددی در آن وجود دارد.[۱۶]
- استدلال شده که به‌طور کلی تاریخ قبایل یهودی پس از ظهور اسلام دارای ابهامات است. ادعا می‌شود گروه‌های سه‌گانه یهودی از مدینه اخراج یا کشته شده‌اند در حالی که ابن حزم در کتاب جمهره انساب العرب به یهودیانی اشاره می‌کند که همچنان در مدینه می‌زیسته‌اند. واقدی گزارش کرده که ۱۰ یهودی مدینه در مسیر خیبر به مسلمین پیوستند (در حالی که خیبر پس از جنگ احزاب بود). واقدی همچنین گزارش کرده که برخی از یهودیان مدینه که با محمد پیمان داشتند از بسیج نیرو علیه خیبر بسیار ترسیده بودند. آن‌ها در صدد بودند مسلمانانی را که بهشان بدهکار بودند را از جنگ منع کنند.[۱]
- احمد انتقاداتی را در بخشی از داستان که مربوط به انتخاب سعد به عنوان داور است، وارد کرده‌است.[۱۷]
- ابن اسحاق می‌نویسد که یهودیان بنی قریظه ۲۵ شب محاصره شدند، اما ابن سعد آن را ۱۵ روز ذکر می‌کند.[۱۸]
- احمد استدلال می‌کند که از آنجایی که مجازات بنی قریظه در زندگی محمد واقعه‌ای منحصر به فرد است، صحتش نیاز به بررسی انتقادی دارد، در حالی که آنچه عملاً اتفاق افتاده این است که مورخ غربی از ابن اسحاق و واقدی نقل قول می‌کند و در پاسخ مدافع مسلمان دست روی سفر تثنیه و دوم ساموئیل از عهد عتیق می‌گذارد.[۱۹]

## نظریه جایگزین
عرفات پس از نقد روایات ابن اسحاق نظریه جایگزینی را برای توضیح دادن روایاتی که ابن اسحاق نقل کرده پیشنهاد می‌کند. عرفات با مقایسه جزئیات داستان بنی قریظه با داستان ماسادا (از داستان‌های قدیمی در تاریخ یهود) استدلال‌هایی می‌آورد تا نشان دهد که بازماندگان یهودی داستان ماسادا را با داستان بنی قریظه آمیخته‌اند و سپس ابن اسحاق آن‌ها را ضبط کرده‌است.
داستان ماسادا
ماجرای ماسادا این است که انقلابیون یهود علیه رومیان قیام می‌کنند و این منجر به تخریب معبد آنان در سال ۷۰ میلادی می‌شود. برخی از یهودیان سکاری به قلعه‌ای در ماسادا فرار می‌کنند. در سال ۷۳ میلادی رومیان آن‌ها را محاصره کرده و نهایتاً اغلب آن‌ها کشته می‌شوند. برخی از آنان که از واقعه جان سالم به در برده بودند به جنوب گریختند. یکی از نظریات در مورد منشأ یهودیان یثرب این است که برخی از این یهودیان به یثرب آمدند و در آنجا ساکن شدند. آلفرد گیوم این نظریه را محتمل‌ترین نظریه موجود می‌داند.
شواهد ارائه شده

## پاسخ به استدلال‌ها
کیستر، استاد دانشگاه عبری اورشلیم، مقاله‌ای نوشته و استدلال کرد که این واقعه حتماً باید اتفاق افتاده باشد. کیستر استدلال‌های عرفات را بی‌اساس، نتایجش را ناصحیح و عقیده اش دربارهٔ سیره ابن اسحاق را قدرنشناسانه می‌داند.

### نزد فقیهان
به‌گفتهٔ کیستر، برخلاف ادعای عرفات اشارات فقیهانی مانند الشیبانی، الشافعی، ابوعبید، و الماوردی نشان می‌دهد که فقهای قدیمی کاملاً با سیره و مغازی (و از جمله داستان بنی قریظه) آشنا بودند و از آن‌ها استفاده جستند؛ کیستر چندین نقل قول از الشیبانی فراهم می‌کند تا نشان دهد که او دقیقاً جزئیات سیره را مطالعه و تحلیل کرده و از آن نتایج فقهی استخراج کرده‌است، و الشیبانی شاگرد ابوحنیفه، ابویوسف و مالک بن انس بوده‌است.
کیستر نقل قول زیر را از الشافعی نقل کرده که حاوی تحلیل فقهی او از داستان بنی قریظه است:

الشافعی می‌گوید: اگر امام با گروهی از مردمان پیمان عدم تهاجمی ای برای مدت زمانی عقد کند، یا اینکه از گروهی جزیه بگیرد و فرد یا افرادی که از طرف آن مردمان آن قرارداد را امضاء می‌کنند از خود آن‌ها باشند، ما آن گروه از مردم را ملزم به اجرای مفاد قرارداد نمی‌دانیم تا زمانی که آنهایی که مانده‌اند (یعنی کسانی که در جایگاه خود مانده‌اند در حالی که رهبران آن‌ها در حال عقد قرارداد بودند) مفاد قرارداد را تأیید کرده و به آن راضی باشند. اگر اینچنین شود، هیچ‌کدام از مسلمانان حق اینکه چیزی از اموال آن‌ها را بگیرد یا آسیبی به آن‌ها بزند را ندارد. اگر مسلمانی این کار را بکند برای انجام آن کار محکوم خواهد شد تا زمانی که آن مردمان به عهد خود پایبند باشند. اما اگر آنهایی که این قرارداد را عقد کرده بودند آن را نقض کنند، یا اینکه گروهی از آن مردمان آن را نقض کند و آن مردمان به مخالفت زبانی یا عملی ای با نقض کنندگان نکنند قبل از آن‌ها نزد امام بیایند یا ناحیه‌ای که متخلفین در آن هستند را ترک کنند و به امام اعلام کنند که آن‌ها به قرارداد متعهد هستند؛ یا اینکه ناقضین جهت جنگ با مسلمانان یا افراد تحت حمایت آن‌ها خارج شوند یا به افرادی که با مسلمانان می‌جنگند کمک کنند، امام حق دارد که به آن‌ها یورش ببرد. اگر امام این کار را بکند و هیچ‌کسی از آن مردمان (که با ناقضین مخالف بوده) بیرون به نزد امام نیاید، امام می‌تواند مردان جنگی از آن‌ها را بکشد، اولاد آن‌ها را به اسارت گرفت و اموالشان را به عنوان غنیمت گرفت، چه آن‌ها در سرزمین مسلمانان باشد یا در سرزمین دشمن. این‌گونه پیامبر در مورد بنی قریظه عمل کرد: او با رهبرشان پیمان صلحی عقد کرد و رهبر آن‌ها این پیمان را نقض کرد؛ ولی آن‌ها رهبرشان را ترک نکردند. پیامبر سپس به جنگ با آن‌ها در محل زندگی شان رفت که ناحیه‌ای حاشیه‌ای از مدینه بود رفت و مردان جنگی آن‌ها را کشت و اموالشان را به عنوان غنیمت گرفت، در حالی که همه آن‌ها در جنگ احزاب کمک قریش نکرده بودند؛ ولی آن‌ها تمامی در سنگر خود باقی‌مانده بودند و افراد ناقض قراردادی که بینشان بود را ترک نکرده بودند، بجز گروه کوچکی از آن‌ها که این عملشان زندگی آن‌ها را حفظ کرد و اموالشان را در دستشان نگاه داشتند.
به‌گفتهٔ کیستر تحلیل فوق از الشافعی استدلال عرفات مربوط به ناسازگاری با عدالت اسلامی را رد می‌کند.
اما فقیه مسلمان الماوردی (فوت ۴۵۰ هجری) تحلیل فقهی متفاوتی داشته که در واقع دیدگاه رایج فعلی اهل سنت نیز هست: الماوردی بر مهربانی، نرمی و بخشندگی محمد تأکید ورزیده و می‌گوید اگر کسی بپرسد که مهربانی او در ماجرای بنی قریظه کجا بود، پاسخ این خواهد بود که او در اینجا صرفاً حکمی که خدا بر او واجب کرده بود را اجرا کرد. بنی قریظه به قضاوت سعد رضایت دادند و سعد حکمش را اعلام کرد، محمد گفت که این همان قضاوت خداوند نیز هست؛ بنابراین او اجازه نداشت که آن‌ها را ببخشد؛ او فقط در اموری که به شخص خودش مربوط می‌شد می‌توانست بخشایش داشته باشد.
ابن حزم (مرگ ۴۵۶ هجری قمری) ضمن تأیید حضور محمد در هنگام اعدام بنی قریظه می‌گوید که امکان ندارد که در حضور محمد افرادی کشته شوند در حالی که او نداند آیا اعدام آن‌ها درست است یا نه.
پاسخ به استدلال عرفات
در پاسخ به استدلال عرفات که به نقل از الاموال ابوعبید القاسم بن سلام حکم فقهی ای را از «ابوعمرو اوزاعی» (که معاصر «ابن اسحاق» بود) نوشته و استدلال کرده بود که اوزاعی نمی‌توانسته به ماجرای بنی قریظه اعتقاد داشته باشد، کیستر می‌گوید که ابوعبید القاسم بن سلام که این ماجرا از از اوزاعی نقل کرده در جاهای دیگر کتابش ماجرای بنی قریظه را نقل کرده‌است.

### دستور مربوط به اسرای جنگی
کیستر در مورد دستور مربوط به اسرای جنگی در قرآن می‌گوید که ظاهراً آن‌ها پس از تسلیم وضعیت اسیر جنگی را نداشتند.

### غنی بودن راویان
به‌گفتهٔ کیستر ماجرای این داستان تقریباً در تمامی منابع قدیمی (که برخی با ابن اسحاق هم‌زمان بودند) و در تفاسیر قرآن آمده‌است. این موضوع غنی بودن نقل کنندگان این داستان را می‌رساند. مثلاً ابوعبید القاسم بن سلام در الاموال ماجرای بنی قریظه را به همراه اسنادش نقل می‌کند که در جزئیات مربوط به ظاهر شدن جبرئیل، قضاوت سعد و جزئیات مربوط به تعداد افرادی که کشته شده‌اند تقریباً با آنچه ابن اسحاق یکی است. اما اسناد آن با اسناد ابن اسحاق تفاوت دارد.

### مالک ابن انس و ابن اسحاق
کیستر به نقل از ویلیام مونتگمری وات می‌پردازد که می‌گوید که این انتقاد به ابن اسحاق که مطالبی را از یهودیان و مسیحیان اخذ کرده بازتاب دهنده شکی است که در دوران‌های بعدی نسبت به چنین منابعی به وجود آمد. به عقیده کیستر منابع متأخرتر هنگام جمع‌آوری منابع قدیمی موارد ترکیباتی اینچنینی را وارد کرده‌اند.
هم عصران ابن اسحاق به او اتهامات مختلفی (مانند تمایلات شیعی، باورهای قدری، انتقال روایات صفتی، بازی کردن با خروس‌ها، تدلیس در انتقال) زدند که نقل گزارش‌های غیرمعتبر از یهودیان یکی از آن‌ها بوده‌است. از روایات مربوط به اتهام نقل گزارش‌های غیرمعتبر از یهودیان، تنها یکی از این منابع می‌نویسد که دلیل اینکه مالک ابن انس ابن اسحاق را «دجال» خواند این بود که گزارش‌های غیرمعتبر از یهودیان نقل می‌کرد. کیستر داستان دیگری را نقل می‌کند که دجال خواندن مالک در مورد ابن اسحاق را مربوط به ماجرایی می‌داند که ابن اسحاق به صورت تحقیرآمیز نسبت به یکی از تألیفات مالک سخن گفت، مالک ابن اسحاق را دجال خطاب کرد.
کیستر تحلیل عرفات از اینکه اساساً درگیری بین مالک ابن انس و ابن اسحاق به دلیل نقل گزارش‌های غیرمعتبر از یهودیان بوده را ساده‌سازی شده می‌داند. کیستر دلیل اصلی دشمنی ابن اسحاق و مالک را موضوع شجره نامه و نسب مالک می‌داند. ابن اسحاق اطلاعات وسیعی در مورد شجره نامه‌های قبیله‌ای و درگیری آن‌ها داشت و مدعی بود که مالک باید به عنوان یک مولی ذو اشباح در نظر گرفته شود؛ در حالی که مالک می‌گفت که او یک نواده خالص از طایفه اش است. ادعای ابن اسحاق اجداد و پدران مالک را تحقیر می‌کرد زیرا ابن اسحاق می‌گفت که اجداد مالک گروهی از موالی قبیله تیم بودند که به مدینه آمدند، و نه متحدین آنها.
کیستر می‌گوید که به نظر می‌رسد که جملات تحقیرآمیز مالک دربارهٔ ابن اسحاق در واقع ناظر به مشکلاتی بود که مالک در سیره ابن اسحاق می‌دید ولی این موضوع نباید تعجب‌آمیز باشد زیرا ابن اسحاق برخلاف نویسندگان قبلی داستان‌هایی از پادشاهان قدیمی، داستان آفرینش، و شروع پیامبری محمد را در سیره اش گنجانده بود. کیستر می‌گوید که این موضوع دستاوردی محسوب می‌شد. کیستر به نقل قول‌هایی از علمای بعدی می‌پردازد که در واقع از این روش ابن اسحاق استقبال کرده و حتی آن‌هایی که در مورد احادیث منتقدانه برخورد می‌کردند این گزارش‌ها را پذیرفته و آن‌ها را یک مزیت به حساب می‌آوردند.

### تجلیل کردن نوادگان بنی قریظه از پدرانشان
کیستر این نقد را وارد نمی‌داند چون تصویری که ابن اسحاق از بنی قریظه ترسیم می‌کند آن‌ها را مردد و دودل حتی در خطرناک‌ترین لحظات زندگی شان، سمج و غیرمطیع از رهبرانشان ترسیم می‌کند.

### رد استدلال بر اساس رفتار متفاوت محمد با یهودیان مختلف
کیستر همچنین در تحلیل خودش از داستان معتقد است دلیل دیگری برای واکنش سخت نسبت به بنی قریظه وجود داشته که در گزارش‌های مبهمی که از نقض قرارداد بنی قریظه آمده منعکس نشده‌است. کیستر به تفسیر مقاتل از آیه ۵۷ سوره انفال اشاره می‌کند که نوشته که بنی قریظه مقادیری اسلحه برای سپاه مکه فرستاده بود (به‌گفتهٔ کیسر احتمالاً شغل بنی قریظه تولید اسلحه بوده‌است). اما به‌گفتهٔ کیستر این موضوع توضیحی برای تأیید حکم بیرحمانه سعد توسط محمد فراهم نمی‌کند.

### ماسادا و بنی قریظه
کیستر در مقاله اش مشخصاً دربارهٔ شباهت‌هایی که عرفات می‌گوید بین داستان ماسادا و بنی قریظه وجود دارد نمی‌نویسد. اما در تحلیلی که خودش از ماجرای بنی قریظه ارائه می‌کند تعداد ۴۰۰ نفر کشته را ممکن می‌داند (و این را سازگار با ۱۰۰۰ نفر زن و کودک که در برخی منابع گزارش شده می‌داند). کیستر داستان شروطی که رهبر بنی قریظه پیش روی قبیله قبل از تسلیم گذاشت را محتملاً جعلی - اما بازتاب دهنده شرایط بدی که قریظه در آن بودند - می‌داند.

## واکنش‌ها
استدلال‌های عرفات و احمد با واکنش‌های متفاوتی روبرو شده‌است. ویلیام مونتگمری وات می‌گوید که استدلال‌های عرفات را «کاملاً قانع‌کننده» نیافته‌است. هارولد کازیمو دربارهٔ کتاب احمد می‌گوید: «دکتر احمد با دقت تمامی منابع اسلامی قدیمی و نوشته‌های یهودی ای که در ارتباط با آن دوران هستند را در نظر گرفته‌است. دیدگاه او تحریک‌کننده‌است و نیاز به بررسی بیشتر دارد. تلاش‌های اینچنینی می‌تواند به گفتگوی بین مسلمانان و یهودیان کمک کند. اگر چه من کاملاً با شواهد ارائه شده قانع نشدم، اما هنگام مطالعه کتاب زمان‌هایی بود که در ذهن من نسبت به روایت سنتی شک ایجاد شد؛ و البته، این همان چیزی بود که او[دکتر احمد] قصدش را داشت.»
خالد یحیی بلانکنشپ می‌گوید که استاد یهودی او ژره باچارچ*، از دانشگاه تمپل پس از خواندن کتاب احمد قانع شده که کشتار اتفاق نیفتاده‌است، اما خود او می‌گوید که اگر چه استدلال‌های عرفات در رد داستان یا محدود کردن تعداد کشته‌ها آنگونه که احمد استدلال می‌کند، برایش تحریک‌کننده‌است، اما تمایلی نسبت به برخورد بسیار خشن با متون سنتی ندارد زیرا اگر این گزارش‌ها را زیر سؤال ببریم، آنوقت این سؤال مطرح می‌شود که چه چیزهای دیگری را نیز باید زیر سؤال ببریم. بلانکنشپ همچنین می‌گوید که کیستر استدلال‌هایی آورده که واقعه باید اتفاق افتاده باشد؛ و اگرچه کیستر اسرائیلی است، ولی بخاطر عمق تحقیقات او و بی‌طرفی اش نسبت به منابع اسلامی نباید سبک شمرده شود.
گوردون دانیل نیوبی، استاد مطالعات تطبیقی اسلام و یهودیت می‌گوید که حداقل از زمان ویلیام مویر در غرب کشتار بنی قریظه به عنوان عملی وحشیانه نگریسته می‌شده و بخاطر همین موضوع عرفات و احمد به بازبینی این داستان پرداخته‌اند. نیوبی می‌گوید که استدلال‌های کیستر کاملاً قانع‌کننده‌است و حتی اگر برخی نویسندگان چاشنی قضیه را زیاد کرده باشند، کشتار باید اتفاق افتاده باشد زیرا تنش فزاینده‌ای که بین محمد و یهودیان وجود داشت ناگزیر می‌بایست به مقابله نظامی بینجامد. البته واضح است که محمد سیاست کاملاً ضدیهودی نداشته چون تا پایان عمر محمد یهودیانی در مدینه حضور داشتند.
محمد یاسین مظهر صدیقی، استاد مطالعات اسلامی در دانشگاه علی گره هند استدلال‌های عرفات و احمد را بسیار قانع‌کننده توصیف می‌کند. اما اکرم ضیا العمری، استاد تاریخ اسلام از دانشگاه اسلامی مدینه در عربستان، از اینکه صدیقی استدلال‌های عرفات و احمد را قانع‌کننده میابد ابراز تأسف کرده و می‌گوید که غلط خواندن وقایع تاریخی خدمتی به اسلام و مسلمانان نکرده، و چنین تلاش‌هایی زودگذر خواهد بود؛ یهودیان بخاطر خیانت بزرگی که به حکومت منطقه و تلاشی که برای کشتن شهروندانش و ساقط کردن حکومتش کردند محکوم به مرگ شدند.